# Steve Tesich
Stojan Steve Tesich (Užice, 29 de setembro de 1942 — Sydney, 1 de julho de 1996) foi um roteirista, dramaturgo e romancista sérvio-estadunidense. Ele ganhou o Oscar de Melhor Roteiro Original em 1979 pelo filme Breaking Away.

## Biografia
Tesich veio para os Estados Unidos aos 14 anos, sem falar inglês. Ele estudou na Universidade de Indiana com especialização em literatura russa. Mais tarde, ele foi para Nova York para cursar pós-graduação na Columbia University. Em Nova York, suas seis primeiras peças foram produzidas no American Place Theatre, incluindo The Carpenters em 1971.

## Filmografia
Cinema
- Breaking Away (1979)
- Eyewitness (filme) (1981)
- Four Friends (1981)
- The World According to Garp (1982)
- American Flyers (1985)
- Eleni (1985)

Televisão
- The Carpenters, peça de televisão, 1973
- Nourish the Beast, peça de televisão, 1974
- Apple Pie, telessérie, 1978
- Breaking Away, telessérie, 1980-1981